# Francis Davis Millet
Francis Davis Millet, född 3 november 1848 i Mattapoisett, Massachusetts, död 15 april 1912 i Atlanten, var en amerikansk konstnär, skulptör och journalist. Han omkom vid förlisningen av RMS Titanic 1912. Han var god vän med presidentrådgivaren Archibald Butt som också omkom vid förlisningen.